# Organització de Pioners
L'Organització de Pioners (en romanès: Organizaţia Pionierilor) va ser el moviment de pioners del Partit Comunista Romanès (PCR). L'organització, va ser fundada el 30 de gener de 1949, fins a 1966 va funcionar com a part integrant de la Unió de la Joventut Comunista, després va estar sota el comandament directe del Comitè Central del PCR. El 70% dels nois d'entre 9 i 14 anys (aproximadament 1,3 milions de joves) pertanyien als Pioners cap a 1981. Amb el derrocament de Nicolae Ceausescu en 1989, l'organització va ser prohibida amb la resta del PCR.

## Organització

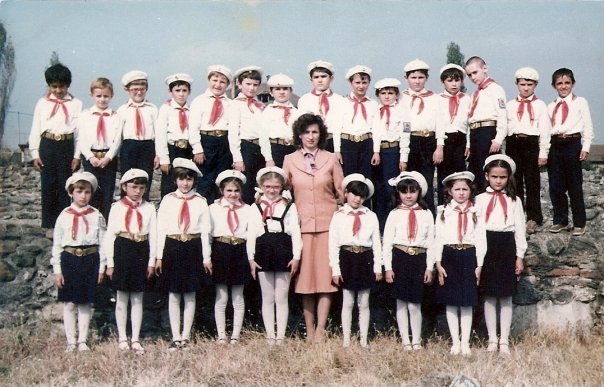
Membres de l'Organització de Pioners amb el seu uniforme en l'any 1986.

L'organització interna s'assemblava a la Unió de la Joventut Comunista, participant en activitats de propaganda i formació de quadres futurs pel PCR. Els Pioners tenien una publicació: Cutezătorii. L'Organització de Pioners tenia al seu càrrec l'orientació dels Falcons de la Pàtria.

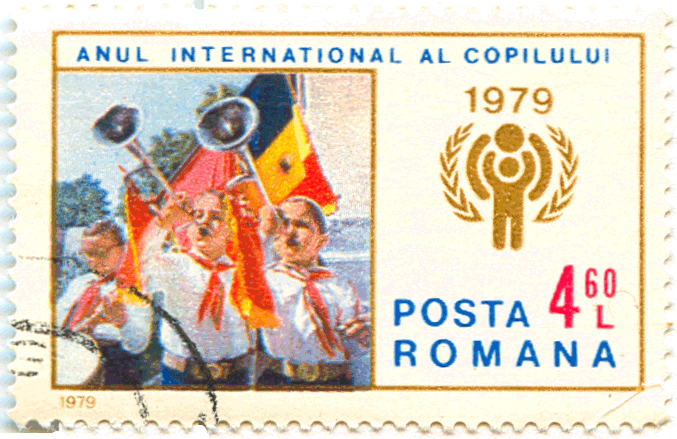
Segell postal amb pioners, en l'any Internacional de la Infantesa.

Hi participaven joves entre els vuit i catorze anys. Atès que la majoria dels estudiants s'unien juntament amb els seus companys en segon grau i continuaven sent-ho fins a vuitè grau de l'escola primària, el rang es va ampliar de set a quinze anys en la pràctica.
Els Pioners portaven una petita bufanda vermella triangular (amb el triangle sobre les seves esquenes) amb una vora exterior vermella-daurada-blava amb una vora exterior (el vermell era el color del Partit i el tricolor eren els colors de la bandera nacional romanesa). Tots dos extrems de la bufanda es feien passar per un estret anell de plàstic transparent. De vegades, els Pioners vestien el seu uniforme escolar en lloc del de l'organització, tanmateix portaven la bufanda dels pioners.

## Activitats
Els Pioners feien campaments d'estiu i altres activitats, com ara obrir centres d'esbarjo en diferents indrets del país. Per exemple, el Palau de Cotroceni es va convertir en el Palau dels Pioners el dia 1 de juny de 1950.
Els premis que s'atorgaven individualment eren títols que tenien diferents graus: Pioner Capdavanter (Pionier de frunte), El Més Valent (Cutezătorul), Capdavanter Pioner en Treball Patriòtic (Pionier fruntaş în muncă patriotică), Mèrit al Pioner (Meritul pionieresc). S'atorgaven les insígnies en funció de l'activitat.
Els premi col·lectius s'atorgaven com a diplomes i eren: Destacament d'Avantguarda (Unitate fruntaşă), Destacament Capdavanter (Detaşament fruntaş) i Grup d'Avantguarda (Grupă fruntaşă).
Els premis s'atorgaven generalment en la cerimònia de finalització de l'any escolar.
Els Pioners participaven en grans manifestacions populars: el dia 23 d'agost (Dia de la República), el primer de maig (Dia Internacional dels Treballadors), 7 de novembre (Aniversari de la Revolució Bolxevic), i des de la dècada dels anys 1950, els aniversaris de Vladimir Ilich Lenin (22 d'abril) i de Ióssif Stalin (18 de desembre) i el Dia de la Joventut (12 d'agost).
En anys posteriors, de 3.000 a 5.000 pioners s'entrenaven a Bucarest (7.000 l'any 1987), formant-se tots els dies durant un mes, dues hores al matí i dues al vespre, abans d'ingressar en el destacament de l'organització.

## Presidents del Consell Nacional de l'Organització de Pioners
- Traian Pop, (1966-1968)
- Virgiliu Radullian, (1968-1975)
- Constantin Boştină, (1975-1980)
- Mihai Hârjăo, (1980-1983)
- Poliana Cristescu, (1985-1989)